# Vápnomilná bučina

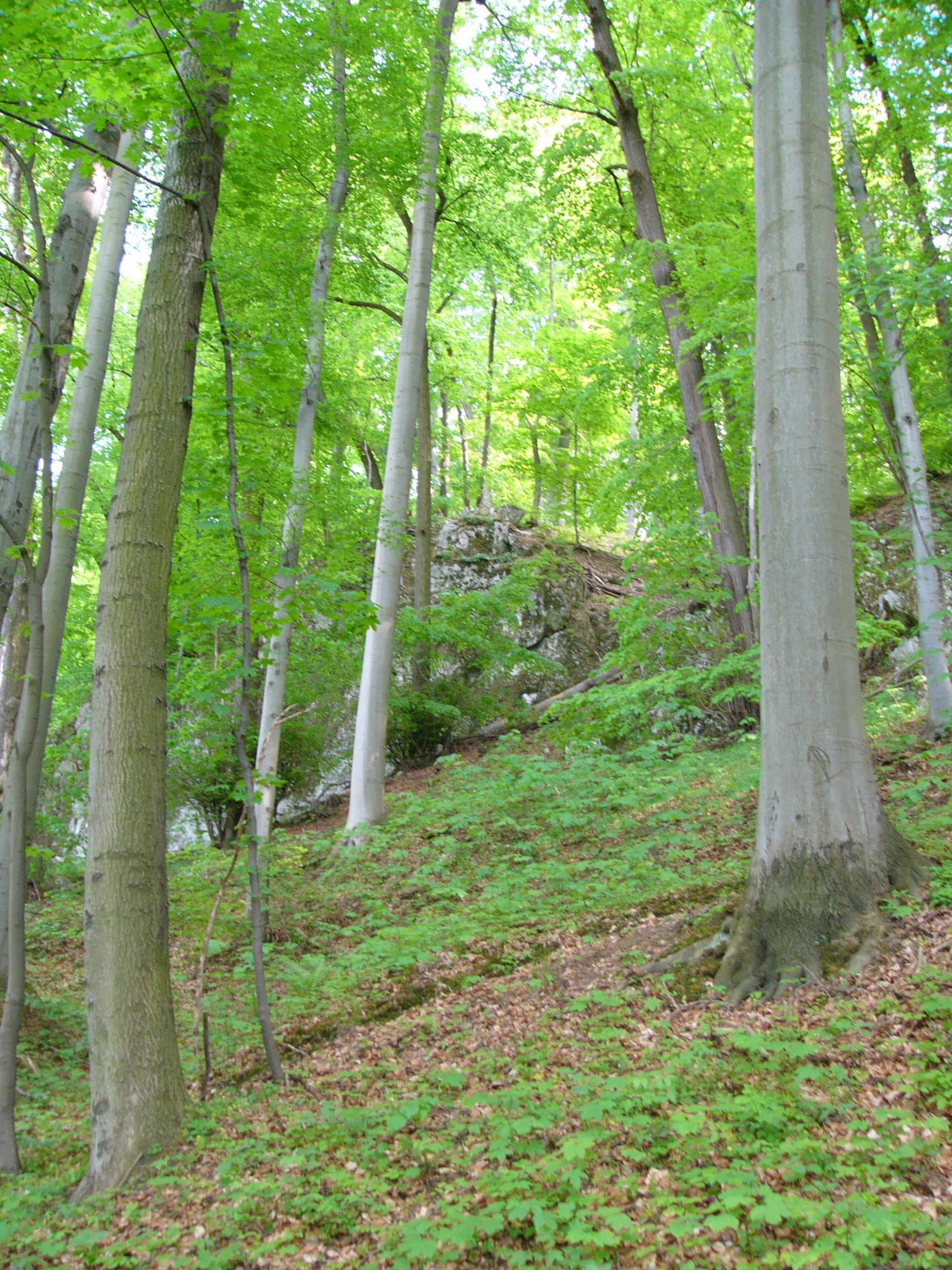
Pohled do vápnomilné bučiny v NPP Třesín v Litovelském Pomoraví

Vápnomilná bučina je lesní biotop, typ bučiny s bohatým podrostem světlomilných a vápnomilných druhů na vápencovém podloží. Jeho dominantní dřevinou je buk lesní. V Katalogu biotopů ČR je označen kódem L5.3.

## Klasifikace
- Označení dle systému Physis: 041.161 Sedge (Carex) beech forests
- Označení dle systému EUNIS: G1.661 Middle European dry-slope limestone beech forests
- Syntaxon: podsvaz Cephalanthero-Fagenion
- Kód v soustavě Natura 2000: 9150
- Vegetační stupeň podle lesnické typologie: 3 až 5
- Nadmořská výška výskytu v ČR: 300 až 600 m n. m.

## Charakteristika

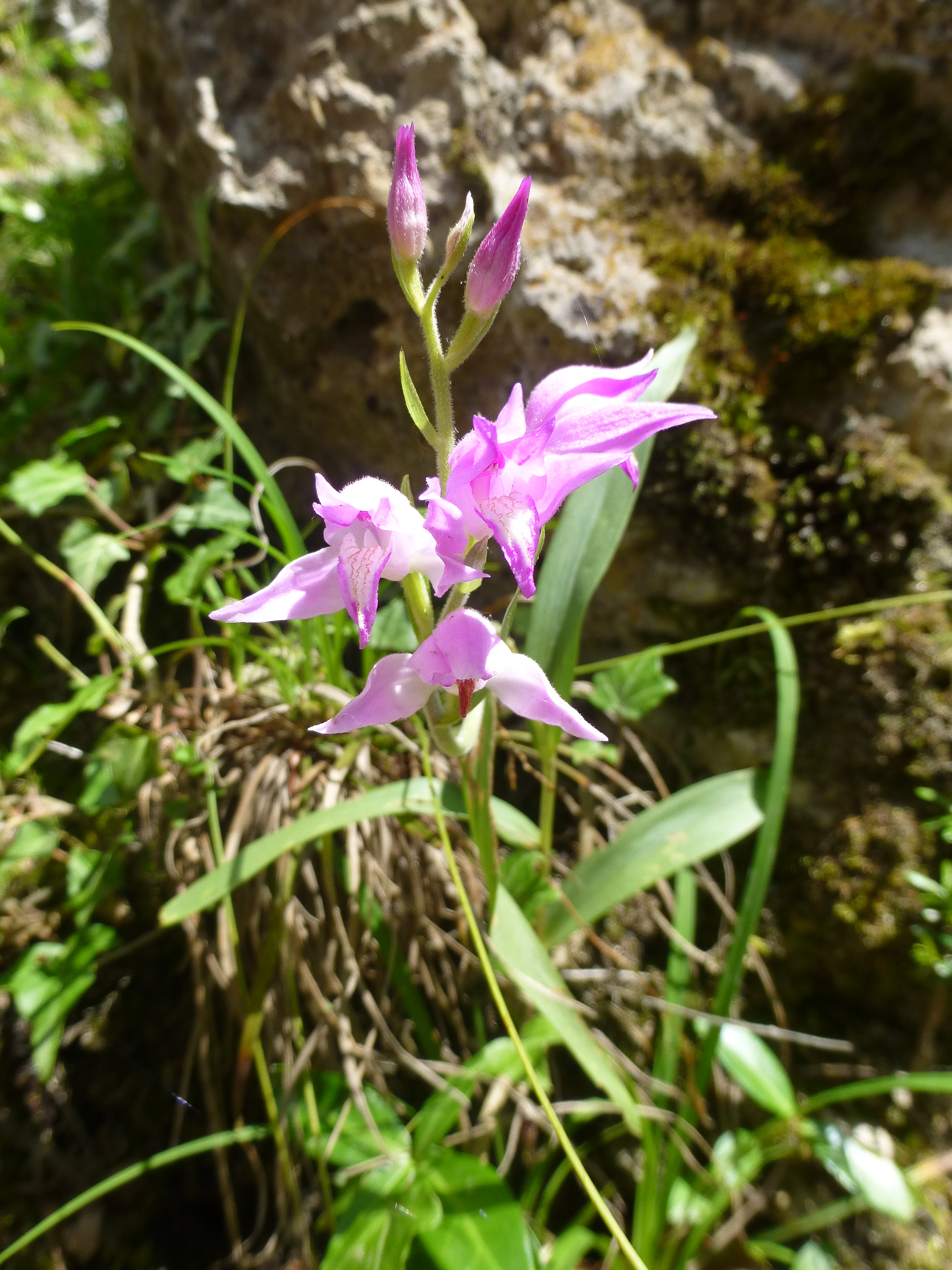
Okrotice červená

Vápnomilné bučiny jsou vázány na vysýchavé polohy vápencových kopců a svahů, obvykle s mělkou půdou (rendzinou), zejména v pahorkatinách a podhůřích; v údolích nebo na rovinách s hlubším půdním profilem přecházejí v květnaté bučiny. Podložím jsou vápence, opuky, vápnité pískovce, ale někde i vulkanity nebo bazické silikátové horniny. Vzhledem k nedostatku vláhy jsou stromy obvykle menšího až zakrnělého vzrůstu, na extrémnějších polohách je les rozvolněný až neuzavřený a může se prolínat se skalními trávníky.
 

Ve stromovém patře je dominantní buk lesní, který může být doprovázen v nižších polohách doprovázen jeřábem břekem, dubem zimním či habrem, vzácně i jinými listnáči, ve vyšších polohách jedlí bělokorou či smrkem ztepilým. Keřové patro je  na rozdíl od jiných bučin obvykle dobře vyvinuto a je tvořeno kromě zmlazujících stromů i javorem babykou, dřišťálem obecným, jeřábem mukem, svídou krvavou či lýkovcem jedovatým.

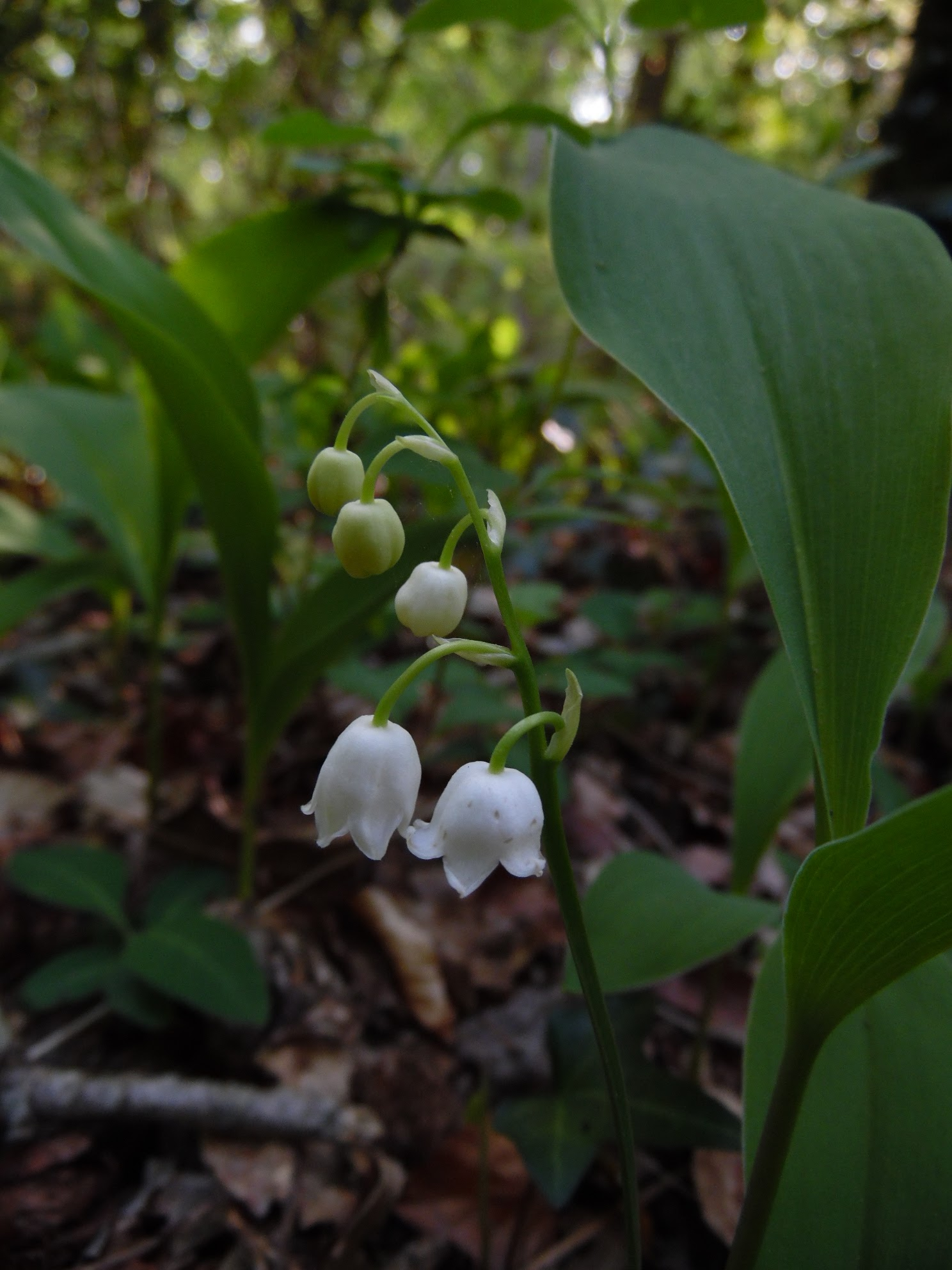
Konvalinka vonná

Bylinné patro mívá vysokou pokryvnost a velkou druhovou diverzitu. Časté jsou jednak mezofilní a eutrofní druhy bučin (kopytník evropský, samorostlík klasnatý, bažanka vytrvalá), jednak teplomilné druhy dubohabřin nižších poloh (zvonek broskvolistý, zvonek řepkovitý, konvalinka vonná, kopretina chocholičnatá, jestřábník zední, medovník meduňkolistý, tolita lékařská a další) a jarní hájová květena (jaterník podléška, hrachor jarní, mařinka vonná, prvosenka jarní). Často se vyskytují rostliny z čeledi vstavačovitých, jež jsou i diagnostickými druhy: okrotice bílá (kvete až ve věku 9 let), okrotice dlouholistá, okrotice červená, kruštík širolistý či hlístník hnízdák. Na skalních stanovištích a otevřených místech najdeme druhy typické pro suché trávníky: pěchavu vápnomilnou, ožanku kalamandru aj.
Z mechů se pravidelně vyskytují jen druhy rostoucí na kamenech, pařezech nebo kmenech stromů.

## Výskyt
Vápnomilné bučiny se vyskytují v širší střední Evropě od Francie přes Švýcarsko a Německo až po Slovensko a Ukrajinu, těžištěm jejich diverzity je alpská a karpatská oblast. V ČR jsou zejména v Českém krasu, v Moravském krasu, Džbánu a na vápencových kopcích mezi Sušicí, Horažďovicemi a Strakonicemi. Vyskytovat se mohou i na opukách nebo vápenných pískovcích v České křídové tabuli.

## Ochrana

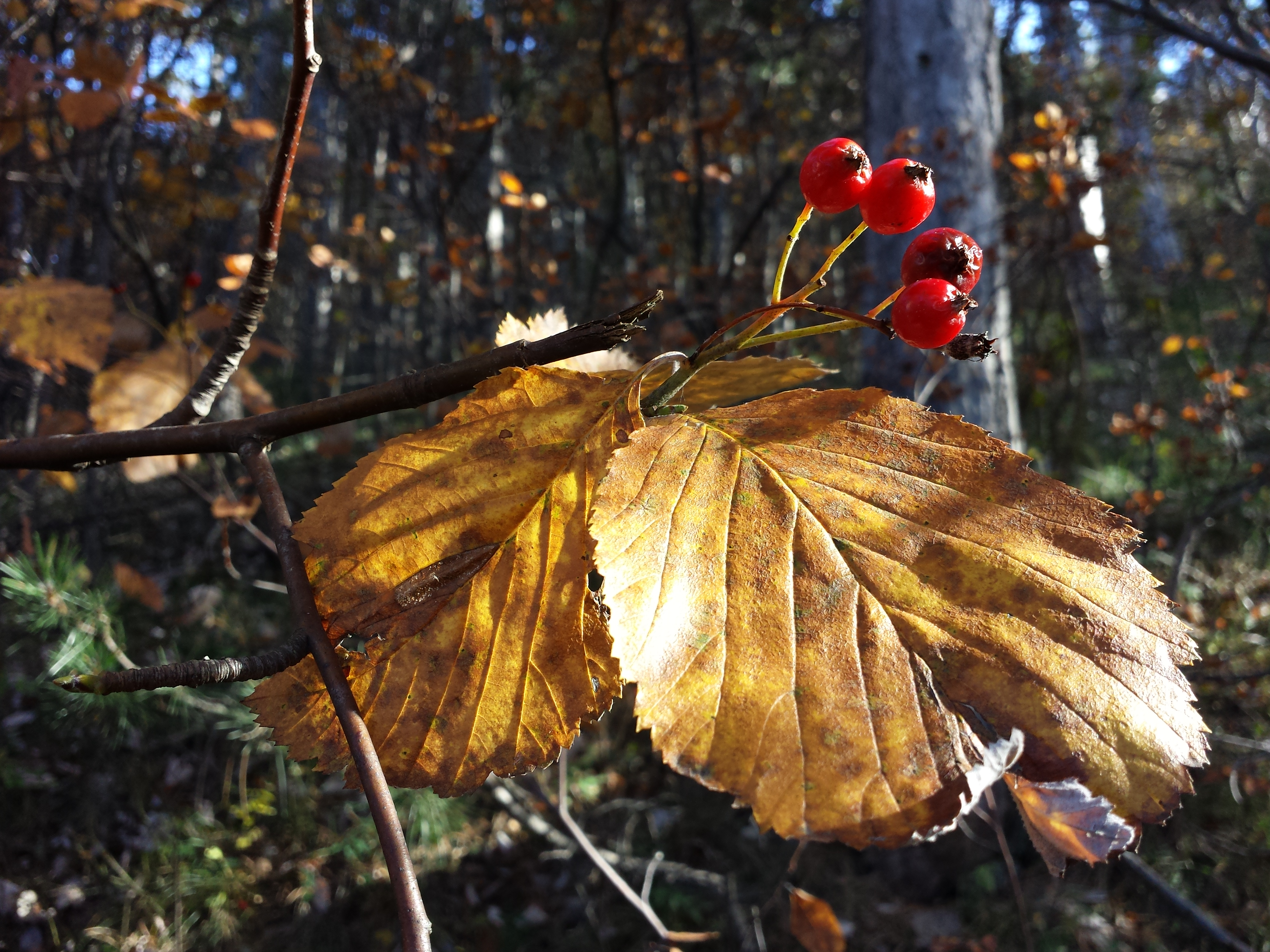
Jeřáb muk v keřovém patře

Ochrana reprezentativních vápnomilných bučin je zajištěna řadou chráněných území v CHKO Moravský kras, CHKO Český kras i mimo velkoplošná chráněná území (PR Pučanka). Primárním podnětem k vyhlášení ochrany býval výskyt vstavačovitých rostlin. Přirozená obnova vápnomilných bučin bývá zablokována vysokými stavy zvěře.